# Asansol
Asansol (en bengalí: আসানসোল ) es una ciudad de la India, en el distrito de Bardhaman, estado de Bengala Occidental.

## Geografía
Se encuentra a una altitud de 122 m s. n. m. y a una distancia de 209 km de la capital estatal, Calcuta, en la zona horaria UTC +5:30.

## Demografía
Según una estimación, en 2010 contaba con una población de 501.041 habitantes.